# Орлова Слобода
Орло́ва Слобода́ — вантажно-пасажирська залізнична станція Донецької дирекції Донецької залізниці.
Розташована поруч із Зуївською ТЕС у місті Зугрес, Харцизька міська рада, Донецької області на лінії Торез — Іловайськ між станціями Сердите (14 км) та Німчине (15 км).
Через військову агресію Росії на сході України транспортне сполучення припинене.